# 希爾伯特曲線

首8步（動畫）

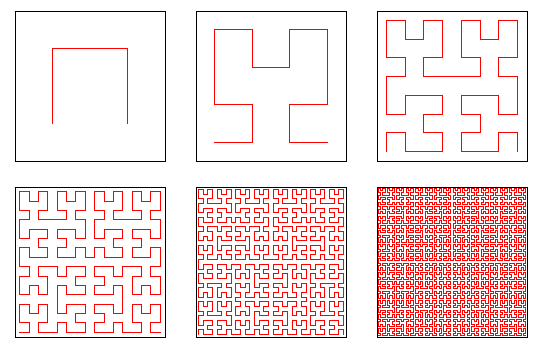
首6步（靜態）

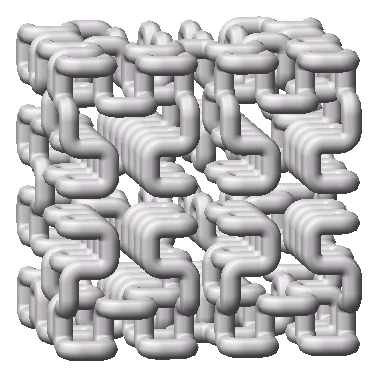
三維版本

希爾伯特曲線一種能填充滿一個平面正方形的分形曲線（空間填充曲線），由大衛·希爾伯特在1891年提出。
由於它能填滿平面，它的豪斯多夫維是2。取它填充的正方形的邊長為1，第n步的希爾伯特曲線的長度是2n - 2-n。
L系統記法：
變數: L, R
常數: F, +, -
公理: L
規則:
L → − R F + L F L + F R −
R → + L F − R F R − F L +
- F ： 向前
- - ： 右轉90°
- + ： 左轉90°

## 外部連結
- https://web.archive.org/web/20051214033356/http://pmlab.iecs.fcu.edu.tw/~chh/PMLAB/Hilbert/ch_hilbert.html